# Buthus occitanus
Buthus occitanus – gatunek skorpiona z rodziny Buthidae. Osiąga około 8 cm długości, koloru żółtego. Rozpowszechniony w rejonie Morza Śródziemnego. Jego ukąszenie powoduje opuchliznę, osłabienie, swędzenie i pocenie się.